# Stephanie Bolster
 (mars 2022).
Stephanie Bolster est née en 1969 à Vancouver. Elle est poète, éditrice et enseignante québécoise.

## Biographie
Née en 1969, à Vancouver en Colombie-Britannique, Stephanie Bolster s'est d'abord fait connaître comme poétesse. Elle a ensuite été connue pour son travail de professeure et d'éditrice.
Elle est détentrice d'un baccalauréat en création littéraire (Fine Arts in Creative Writing) en 1991, et d'une maîtrise en arts (Master of Fine Arts) en 1994 à l'Université de Colombie-Britannique. Lors de ses études, son travail a été reconnu par le Prix Norma Epstein décerné à chaque année au meilleur manuscrit de création littéraire d'une université canadienne.
Bien qu'elle ait accumulé plusieurs poèmes un peu disparates, elle se tente à une écriture un peu plus thématique sur la vie d'Alice Liddell, la petite fille qui a servi d'inspiration à Lewis Carroll dans l'écriture d'Alice au pays des merveilles. C'est intérêt a débouché vers l'écriture de White Stone : The Alice Poems en 1998, traduit en français par Daniel Canty sous le titre Pierre blanche : poèmes d'Alice aux Éditions du Noroît. Ce recueil de poésie s'est mérité le Prix du Gouverneur général du Canada pour le meilleur recueil de poésie.
Elle a contribué dans plusieurs revues littéraires telles que Art et Contemporary Verse 2.
En tant qu'éditrice, elle coédite des ouvrages tels que Penned: Zoo Poems (2009), The Ishtar Gate: Last and Selected Poems (2004) et Best Canadian Poetry (2008).
Elle est présentement professeure en création littéraire à l'Université Concordia (Creative Writing). Ses intérêts de recherche tournent autour de l'Ekphrasis, l'écopoésie, la «Ruin Porn» ou l'esthétique des ruines, les zoos, et plusieurs autres.

## Œuvre

### Poésie
- White Stone : the Alice Poems, Montréal, Signal Editions, 1998, 73 p.  (ISBN 9781550650990)
  - Pierre blanche : poèmes d'Alice, traduction française par Daniel Canty, Montréal, Éditions du Noroît, 2007, 91 p.  (ISBN 9782890185975)
- Two Bowls of Milk, Toronto, McClelland & Stewart, 1999, 81 p.  (ISBN 9780771015571)
- Pavilion, Toronto, McClelland & Stewart, 2002, 72 p.  (ISBN 9780771015588)

- A page from the wonders of life on Earth, London, Brick Books, 2011, 79 p.  (ISBN 9781926829708)

## Prix et honneurs
- 1993 : Prix Norma Epstein pour le meilleur manuscrit de création littéraire d'une université canadienne[4]
- 1996 : Lauréate du Bronwen Wallace Award pour la poésie, décerné tous les deux ans (en alternance, pour la fiction) au poète canadien le plus prometteur de moins de 35 ans qui n'a pas encore publié de premier livre.
- 1997 : Lauréate du premier prix du concours de poésie Contemporary Verse 2 (pour «Poems for the Flood»)
- 1997 : L'une des deux lauréates du prix The Malahat Review Long Poem (pour «Deux personnages dans la nuit : poèmes tirés de peintures de Jean Paul Lemieux»)
- 1998 : Gagnante du premier prix du concours de recueil de poèmes de Mother Tongue Press (pour «Inside a Tent of Skin: 9 poems from the National Gallery of Canada»)
- 1998 : Prix du Gouverneur général (meilleur livre de poésie publié au Canada) (pour White Stone : The Alice Poems)
- 1999 : Sélectionnée pour le Prix Pat Lowther (meilleur livre de poésie d'une Canadienne) et le prix du livre Ottawa-Carleton (pour White Stone: The Alice Poems)
- 1999 : Prix Gerald Lampert (meilleur premier livre de poésie publié au Canada, décerné par la Ligue des poètes canadiens) pour (White Stone : The Alice Poems)
- 2000 : Sélectionnée pour le prix Trillium (meilleur livre publié en Ontario) (pour Two Bowls of Milk)
- 2000 : Prix Archibald Lampman (meilleur livre de poésie publié dans la région de la capitale nationale) (pour Two Bowls of Milk)
- 2003 : Gagnante du premier prix du concours de poésie Great Blue Heron de The Antigonish Review
- 2012 : Finaliste pour le prix Pat Lowther (meilleur livre de poésie d'une Canadienne) (pour A Page from the Wonders of Life on Earth)
- 2012 : Finaliste du concours CBC/Canada Writes (pour « Long Exposure »)
- 2017 : Sélectionnée pour le CBC Poetry Prize (pour « Shelter Object »)
- 2019 : Finaliste du CBC Poetry Prize (pour « Shelter Object »)

### Documents complémentaires
Judith Bessette, « Deux bols de lait ; suivi de La poésie de Stephanie Bolster », Université de Montréal, Département des littératures de langue française (mémoire de maîtrise),‎ 2007 (lire en ligne, consulté le 9 mars 2022).